# Jean de Bolnissi
Jean, évêque de Bolnissi est un évêque géorgien ayant probablement vécu au IXe siècle à Bolnissi. Il est principalement connu pour ses prédications.

## Éléments biographiques
On sait que Jean Bolneli ou de Bolnisi vécut avant la date la plus ancienne des manuscrits qui nous conservent ses homélies, au Xe siècle, et après 630, date du retour de la Croix à Jérusalem, sous Héraclius, qu'il mentionne comme un événement passé. D'après l'encyclopédie soviétique géorgienne, il serait né au Xe siècle et aurait d'abord officié au monastère d'Iveron avant de devenir évêque de Bolnissi, où il mourut, au XIe siècle, et fut enterré. Cependant les arguments en faveur de cette datation sont assez faibles. Il est très probable qu'il ait vécu au monastère du Sinaï, ce qui cadre mal avec la biographie "traditionnelle"; il existe, d'autre part, un indice qui fait pencher plutôt pour le début du IXe siècle, durant la la seconde période iconoclaste (813-843). Il aurait donc bien été évêque de Bolnisi mais plutôt au début du IXe siècle et après une période de formation en Palestine.
Il est considéré comme le principal représentant des auteurs géorgiens d'homélies. Ses homélies sont principalement des commentaires de passages de l'Évangile, mais elles comportent également des recommandations en matière de morale et d'éthique. Elles constituent la plus ancienne collection d'homélies pour les dimanches de carême et son intérêt essentiel est de représenter l'ancienne tradition palestinienne, antérieure au Triode byzantin.

## Manuscrits
Cinq manuscrits du Xe au XIIIe siècle fournissent treize ou quatorze homélies.
Elles montrent un auteur hellénisant pénétré de l’ancienne tradition liturgique de Jérusalem, deux ou trois siècles avant le travail entrepris par l’Église géorgienne pour s’aligner sur la tradition liturgique de Constantinople.
Elles constituent l’unique collection complète connue d’homélies patristiques sur les évangiles des dimanches de carême. Quelques paraboles de Jésus y sont interprétées dans un sens mystagogique d’une très haute antiquité, mettant en évidence le mystère de l’incarnation. Il existe en outre une homélie sur l’épiscopat, une autre pour la fête des Encénies du 13 septembre et une dernière sur la Transfiguration.

## Source bibliographique
Une édition avec traduction a été publiée dans la collection des Sources chrétiennes, no 580 (2015).